# Richard O'Sullivan
Richard O'Sullivan (Londra, 7 maggio 1944) è un attore britannico, noto per la partecipazione alla serie televisiva  Un uomo in casa (1973–1976).

## Biografia
Nato nei dintorni di Londra da una famiglia di origine irlandese, iniziò a frequentare un corso di teatro dopo essere tornato da una vacanza in Irlanda, durante la quale aveva acquisito un marcato accento.
A soli 8 anni venne scelto dal regista Mario Soldati, che lo volle protagonista accanto a Trevor Howard e Alida Valli nel film La mano dello straniero (1953), girato a Venezia. Negli anni cinquanta lavorò in diverse serie televisive, tornando occasionalmente al cinema, come ad esempio nel film La storia di una monaca (1959), in cui interpretò il ruolo del fratello di Audrey Hepburn.
Anche negli anni sessanta partecipò ad alcuni film di grande rilievo, come Cleopatra (1963), in cui interpretò Tolomeo XIII, il fratello della protagonista, ma continuando a lavorare principalmente per la televisione.
Nel 1971 ottenne finalmente il ruolo del protagonista nella serie televisiva Doctor at Large, mentre nel 1974 giunse il grande successo con la serie Un uomo in casa, sitcom che durò quattro anni e generò un film e uno spin-off, Il nido di Robin, la prima serie tv a mostrare una coppia che convive pur non essendo sposata.
Dal 1979 fu il protagonista di un'altra serie per il piccolo schermo, Dick Turpin, che durò 4 anni. Negli anni novanta la sua carriera iniziò a declinare, pur non mancando occasioni di lavoro. Nel 1996 recitò per l'ultima volta nel cortometrggio Holed, dopodiché si ritirò a vita privata.

## Filmografia parziale

### Cinema
- La mano dello straniero, regia di Mario Soldati (1953)
- Il grido del sangue (Dance Little Lady), regia di Val Guest (1954)
- L'amante di Paride (Loves of Three Queens), regia di Marc Allégret e Edgar G. Ulmer (1954)
- Il vendicatore nero (The Dark Avenger), regia di Henry Levin (1955)
- È meraviglioso essere giovani (It's Great to Be Young!), regia di Cyril Frankel (1956)
- All'ombra della ghigliottina (Dangerous Exile), regia di Brian Desmond Hurst (1957)
- La storia di una monaca (The Nun's Story), regia di Fred Zinnemann (1959)
- La storia di David (A Story of David), regia di Bob McNaught (1960)
- Cleopatra, regia di Joseph L. Mankiewicz (1963)
- L'inafferrabile primula nera (Dr. Syn, Alias the Scarecrow), regia di James Neilson (1963)
- Sull'orlo della paura (A Dandy in Aspic), regia di Anthony Mann, Laurence Harvey (1968)
- Le femmine sono nate per fare l'amore (Au Pair Girls), regia di Val Guest (1972)

### Televisione
- Douglas Fairbanks, Jr., Presents – serie TV, episodio 3x11 (1955)
- Colonnello March (Colonel March of Scotland Yard) – serie TV, episodio 1x18 (1956)
- Robin Hood (The Adventures of Robin Hood) – serie TV, episodi 3x14-3x23 (1957-1958)
- The DuPont Show of the Month – serie TV, episodio 3x07 (1960)
- Doctor at Large – serie TV, 10 episodi (1971)
- Caro papà (Father, Dear Father) – serie TV, 3 episodi (1968-1973)
- Doctor in Charge – serie TV, 26 episodi (1972-1973)
- Un uomo in casa (Man About the House) – serie TV, 39 episodi (1973-1976)
- Il nido di Robin (Robin's Nest) – serie TV, 48 episodi (1977-1981)
- Dick Turpin – serie TV, 31 episodi (1979-1982)

## Doppiatori italiani
- Oreste Lionello in Cleopatra
- Massimo Giuliani in Un uomo in casa
- Sergio Di Stefano in Il nido di Robin